# Liste der Stolpersteine in Frankfurt-Nied
Die Liste der Stolpersteine in Frankfurt am Main führt die vom Künstler Gunter Demnig verlegten Stolpersteine in Frankfurt am Main auf. Die Initiative Stolpersteine in Frankfurt am Main e. V. hat seit November 2003 die Verlegung von ca. 2000 Stolpersteinen, mindestens fünf Kopfsteinen und mindestens vier Stolperschwellen veranlasst. Die Initiative wird von der Stadt Frankfurt sowie von zahlreichen Institutionen, darunter das Jüdische Museum und das Institut für Stadtgeschichte unterstützt.
Die Steine erinnern an Menschen, die während der Zeit des Nationalsozialismus verfolgt, verhaftet, gequält, entrechtet, zur Flucht oder zum Suizid getrieben oder ermordet wurden. An ihrem letzten frei gewählten Wohnort in Frankfurt erinnern die Steine an alle Opfer des Nationalsozialismus: an Juden, Sinti und Roma, politisch Verfolgte, Zeugen Jehovas, Homosexuelle und Zwangsarbeiter, an als „asozial“ gebrandmarkte Menschen und an die Opfer der sogenannten „Euthanasie“-Morde an Kranken und Behinderten.
Im Oktober 2018 verlegte Gunter Demnig in Frankfurt den europaweit siebzigtausendsten Stein.
Die Stadtteile sind nach der Liste der Stadtteile von Frankfurt am Main angelegt. In den nicht gelisteten Stadtteilen liegen bislang keine Stolpersteine.
Über die hinter den Namen der Opfer liegenden Links lässt sich die zugehörige Biographie auf der Homepage der Stadt Frankfurt aufrufen.

## Liste
| Adresse               | Name                          | Verfolgungsschicksal                                                                               | Verlegedatum      | Bild                                             | Anmerkung |
| --------------------- | ----------------------------- | -------------------------------------------------------------------------------------------------- | ----------------- | ------------------------------------------------ | --------- |
| Schmidtbornstraße 1 · | Heinrich Heps                 | Heinrich Heps geb. 11. Dezember 1908 1935–1940 Zuchthaus 1944 Strafbataillon 999 tot 26. März 1944 | 13. Juli 2016     | Stolperstein Heinrich Heps                       |           |
| Spielmannstraße 6 ·   | Alfred Herger                 | Alfred Herger geb. 13. April 1914 deportiert 13. Januar 1942 von Berlin nach Riga ermordet         | 5. November 2010  | Stolperstein Spielmannstr 6 für Alfred Herger    |           |
| Spielmannstraße 6 ·   | Henriette Herger              | Henriette Herger geb. 21. April 1923 deportiert 18. Februar 1945 Theresienstadt Befreit            | 5. November 2010  | Stolperstein Spielmannstr 6 für Henriette Herger |           |
| Spielmannstraße 6 ·   | Therese Herger geb. Studinski | Therese Herger, geb. Studinski geb. 17. Dezember 1890 deportiert August 1943 Ravensbrück ermordet  | 5. November 2010  | Stolperstein Spielmannstr 6 für Therese Herger   |           |
| Oeserstraße 54 ·      | Lucie Hirsch geb. Mayer       | Lucie Hirsch, geb. Mayer geb. 25. Februar 1892 Suizid Tot 10. Juni 1942                            | 5. November 2010  | Stolperstein Oeserstr 54 für Lucie Hirsch        |           |
| Oeserstraße 54 ·      | Dr. Carl Kahn                 | Dr. Carl Kahn geb. 11. August 1878 deportiert Mai 1942 Region Lublin ermordet 10. Juni 1942        | 5. November 2010  | Stolperstein Oeserstr 54 für Dr. Carl Kahn       |           |
| Oeserstraße 54 ·      | Jenny Kahn geb. Marx          | Jenny Kahn, geb. Marx geb. 11. August 1878 Suizid Tot 10. Juni 1942                                | 5. November 2010  | Stolperstein Oeserstr 54 für Jenny Kahn          |           |
| Denzerstraße 14 ·     | Amalie Salomon geb. Rosenthal | Amalie Salomon, geb. Rosenthal geb. 2. Juli 1891 deportiert 11. November 1941 Minsk ermordet       | 2. November 2010  | Stolperstein Denzerstr 14 Salomon Amalie         |           |
| Denzerstraße 14 ·     | Hannelore Salomon             | Hannelore Salomon geb. 2. Dezember 1923 deportiert 11. November 1941 Minsk ermordet                | 2. November 2010  | Stolperstein Denzerstr 14 Salomon Hannelore      |           |
| Denzerstraße 14 ·     | Lutz Salomon                  | Lutz Salomon geb. 7. August 1930 deportiert 11. November 1941 Minsk ermordet                       | 2. November 2010  | Stolperstein Denzerstr 14 Salomon Lutz           |           |
| Denzerstraße 14 ·     | Walter Salomon                | Walter Salomon geb. 18. August 1893 deportiert 11. November 1941 Minsk ermordet                    | 2. November 2010  | Stolperstein Denzerstr 14 Salomon Walter         |           |
| Schwedenpfad 21 ·     | Helene Bender                 | Helene Bender geb. 18. Juli 1907 Haft 1938 ermordet 4. Mai 1938                                    | 19. November 2013 | Stolpersteine Schwedenpfad 21 Bender Helene      |           |
| Schwedenpfad 21 ·     | Georg Bender                  | Georg Bender geb. 23. Oktober 1902 Haft 14. Oktober 1938 Volksgerichtshof überlebte                | 19. November 2013 | Stolpersteine Schwedenpfad 21 Bender Georg       |           |